# الألوية الحمراء
 الألوية الحمراء (بالإيطالية: Brigate Rosse)‏ ‎[briˈɡate ˈrosse]‏، وغالبا ما يختصر BR) منظمة شبه عسكرية يسارية ، مقرها في إيطاليا، كانت مسؤولة عن العديد من حوادث العنف، بما في ذلك عمليات الاغتيال والخطف والسرقات خلال ما يسمى «بسنوات الرصاص».
سعت المنظمة، التي تأسست في عام 1970، إلى إنشاء حالة «ثورية» من خلال الكفاح المسلح، وإلى انسحاب إيطاليا من حلف شمال الأطلسي. ذاع صيت الألوية الحمراء في 1970 م وبداية 1980 م بسبب محاولات عنيفة لزعزعة الاستقرار في إيطاليا من خلال أعمال التخريب، السطو على البنوك والخطف والقتل.
اقتدت الألوية الحمراء بحركات حرب عصابات المدن في أمريكا اللاتينية. وتأثرت بالكتابات حول حركة توباماروس بقلم فيلترينيلي، بالإضافة إلى حركة المقاومة الإيطالية لأعوام 1943-45، التي اعتبروا على أنها مثال لحركة صغيرة وشابة استخدمت وسائل عنيفة لتحقيق غاياتها.
جرت أشهر عمليات المنظمة في عام 1978 حين اختطفت ثاني مجموعات الألوية الحمراء بقيادة ماريو موريتي، رئيس الوزراء السابق عن الحزب الديمقراطي المسيحي  ألدو مورو الذي كان يحاول الوصول إلى تسوية تاريخية، مع الشيوعيين.الخاطفون قتلوا خمسة من أعضاء  الوفد المرافق لمورو، وقتلوا مورو نفسه بعد 54 يوما.
في عام 1980، نجحت الشرطة الإيطالية بتفكيك المنظمة، بمعونة من عدد من قادة المنظمة المعتقلين الذين ساعدوا السلطات في القبض على أعضاء آخرين. بعد اعتقالات جماعية في أواخر عام 1980، تلاشت أهمية المنظمة تدريجيا. غالبية هؤلاء القادة استغلوا القانون الذي تسامح مع الذين أعلنوا تبروءهم من العقيدة (dissociato status) وساهموا في الجهود التي تبذلها الشرطة والقضاء لمحاكمة أعضاء المنظمة ("collaboratore di giustizia"، المعروف أيضا باسم pentito).